# Christy Fagan
Pour les articles homonymes, voir Fagan.
Christy Fagan, né le 11 mai 1991 à Dublin en Irlande est un footballeur irlandais. Il est champion d'Irlande en 2013 et meilleur buteur du championnat en 2014 avec le St. Patrick's Athletic FC.

## Biographie
Né à Dublin, Christy Fagan évolue dans plusieurs équipes de jeunes y compris chez les Anglais de Manchester United. Il s'engage ensuite dans la Glen Hoddle Academy. C'est là qu'il est remarqué et recruté par le club professionnel de Lincoln City. Le club évolue alors en League Two, le quatrième niveau professionnel en Angleterre. Il fait ses débuts professionnels en août contre le Barnet FC. Il marque son premier but peu après contre Bradford City. Le 1er février 2010, Fagan est prêté au club espagnol de Jerez Industrial. Ce club a alors des rapports privilégiés avec la Glen Hoddle Academy au point de compter en 2009 et 2010 jusqu'à 8 joueurs anglais dans son effectif.
Fagan retourne à Lincoln au terme de son prêt de trois mois. Il est alors placé sur la liste des transferts par le manager du club Chris Sutton. Après un essai non concluant en Conférence Nationale à Gateshead FC, Christy Fagan est recruté par le club dublinois des Bohemians dirigés par Pat Fenlon. Il arrive en février 2011 juste à temps pour le lancement du championnat irlandais. Cette signature al lieu alors qu'il viens juste de disputer deux matchs d'essai avec les Shamrock Rovers. Fagan marque son premier but sous ses nouvelles couleurs dès son premier match : un pénalty à Carlisle Grounds contre Bray Wanderers. Malgré une blessure qui le tient écarté des terrains de longues semaines, Christy Fagan marque 11 fois en 23 matchs de championnat. Il marque aussi en Ligue Europa contre NK Olimpija Ljubljana.
Christy Fagan signe alors pour la saison 2012 avec le St. Patrick's Athletic Football Club. Il remplace au poste de buteur Danny North.

## Palmarès
St Patrick's Athletic
- Championnat d'Irlande
  - Champion en 2013
- Coupe d'Irlande
  - Vainqueur en 2014
- Coupe de la Ligue d'Irlande
  - Vainqueur en 2015 et 2016
- Coupe du Président
  - Vainqueur en 2014
- Leinster Senior Cup
  - Vainqueur en 2014

Récompenses individuelles
- Meilleur buteur du championnat d'Irlande 2014
- Footballeur irlandais de l'année en 2014
- Membre de l'équipe de l'année en 2014
- Meilleur buteur du St Patrick's Athletic FC en coupes d'Europe avec 6 buts en 17 matchs disputés.